# Kallushettihalli, Tiptur
Kallushettihalli là một làng thuộc tehsil Tiptur, huyện Tumkur, bang Karnataka, Ấn Độ.